# Oficial de seguridad de la información
Dentro de una organización, el oficial de seguridad de la información o director de seguridad de la información ―en inglés, CISO (chief information security officer: ‘oficial principal de seguridad de la información’)― es el responsable máximo en planificar, desarrollar, controlar y gestionar las políticas, procedimientos y acciones con el fin de mejorar la seguridad de la información dentro de sus pilares fundamentales de confidencialidad, integridad y disponibilidad.
Los obstáculos y los riesgos de seguridad que las organizaciones confrontan se resuelven con la misma velocidad con los que surgen nuevos, más complejos. El oficial de seguridad de la información, responsable de proteger los negocios del impacto de esos riesgos, necesita de políticas, productos y servicios para dirigir el desafío de mantener la seguridad.

## Responsabilidades
El director de seguridad es:
- responsable de decisiones de seguridad de TI
- responsable de las decisiones del cumplimiento regulatorio y la continuidad del negocio
- responsable por las decisiones de seguridad corporativa (seguridad física, seguridad de las instalaciones e investigaciones).

## Alcance de las funciones
El líder en seguridad tiene un amplio rango de responsabilidades y está a cargo de:
- seguridad de la información
- auditorías relacionadas con seguridad
- investigaciones
- continuidad negocio/recuperación de desastres
- seguridad de las instalaciones
- seguridad personal
- seguridad  nacional
- protección de la propiedad intelectual
- protección ejecutiva
- prevención del fraude
- privacidad
- verificación de perfiles de seguridad